# Zkouška tahem
Zkouška tahem je často užívaná zkouška zatížením materiálu na tah. Výsledků této zkoušky lze použít při konstrukčních návrzích apod. Jedná se o statickou zkoušku (pomalu vzrůstající zátěžná síla, nebo konstantní síla).
Zkoušený materiál je upraven do vzorku, jehož parametry stanoví ČSN. Vzorek se zkouší na trhacím zařízení, dle potřeby, často až do roztržení (trvalá plastická deformace). Stroj během zkoušení zaznamenává a vyhodnocuje celou řadu veličin.
Výsledkem je tahový diagram (Závislost zatěžovacího napětí na prodloužení vzorku), ze kterého lze odečíst celou řadu veličin.
Zkouška je prováděna na zkušební tyči normalizovaných rozměrů a sleduje se jí několik veličin, jako je Mez pevnosti v tahu (Rm), mez kluzu v tahu (Re), tažnost (A) a kontrakce Z.
Nejzákladnější veličiny jsou:
- Tažnost A=[(Lk-L0)/L0]*100 [%], kde Lk je konečná délka vzorku po zkoušce, L0 je počáteční délka vzorku
- Kontrakce - Z=[(S0-Sk)/S0]*100 [%], kde Sk je konečná plocha průřezu vzorku po zkoušce, S0 je počáteční plocha průřezu vzorku,
- Mez pevnosti Rm,
- Mez kluzu Re (vzorek může vykazovat horní a dolní mez kluzu), atd...

Parametry zkoušky pro kovové materiály, včetně rozměrů zkušebních vzorků, jsou stanoveny normou ČSN EN ISO 6892. (Norma má 3 části: 1. zkoušky za pokojové teploty, 2. zkoušky za zvýšené teploty, 3. zkoušky za snížené teploty).